# Biserica de lemn din Budești

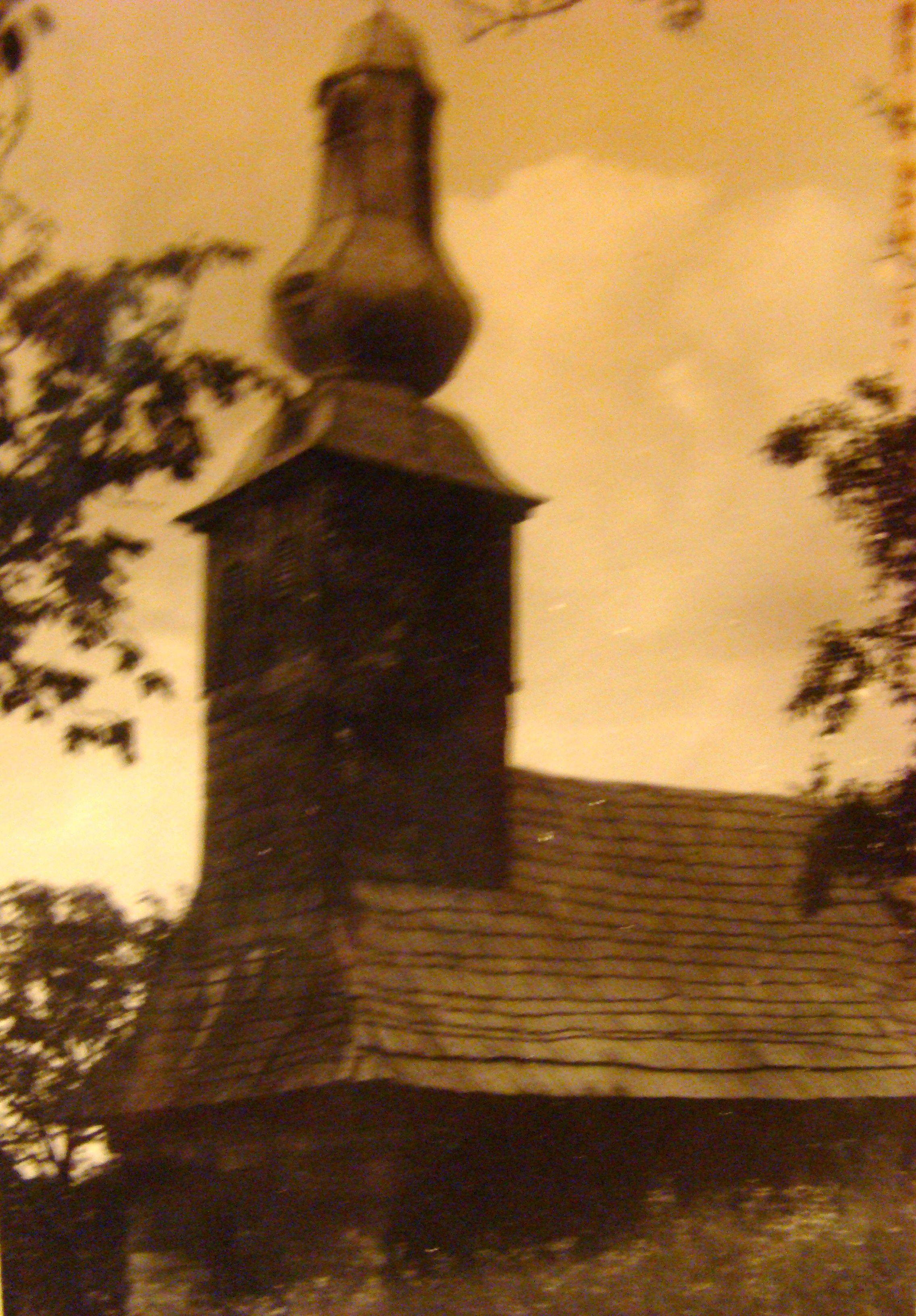
Biserica de lemn din Budeşti, comuna Pleșcuța, județul Arad, așa cum arăta înaintea începerii lucrărilor de „restaurare” (fotografie din arhiva parohiei)

Biserica de lemn din Budeşti, comuna Pleșcuța, județul Arad - iconostasul. Imagine de arhivă

Biserica de lemn din Budeşti, comuna Pleșcuța, județul Arad - pictura bisericii. Imagine de arhivă

Biserica de lemn din Budeşti - planul bisericii

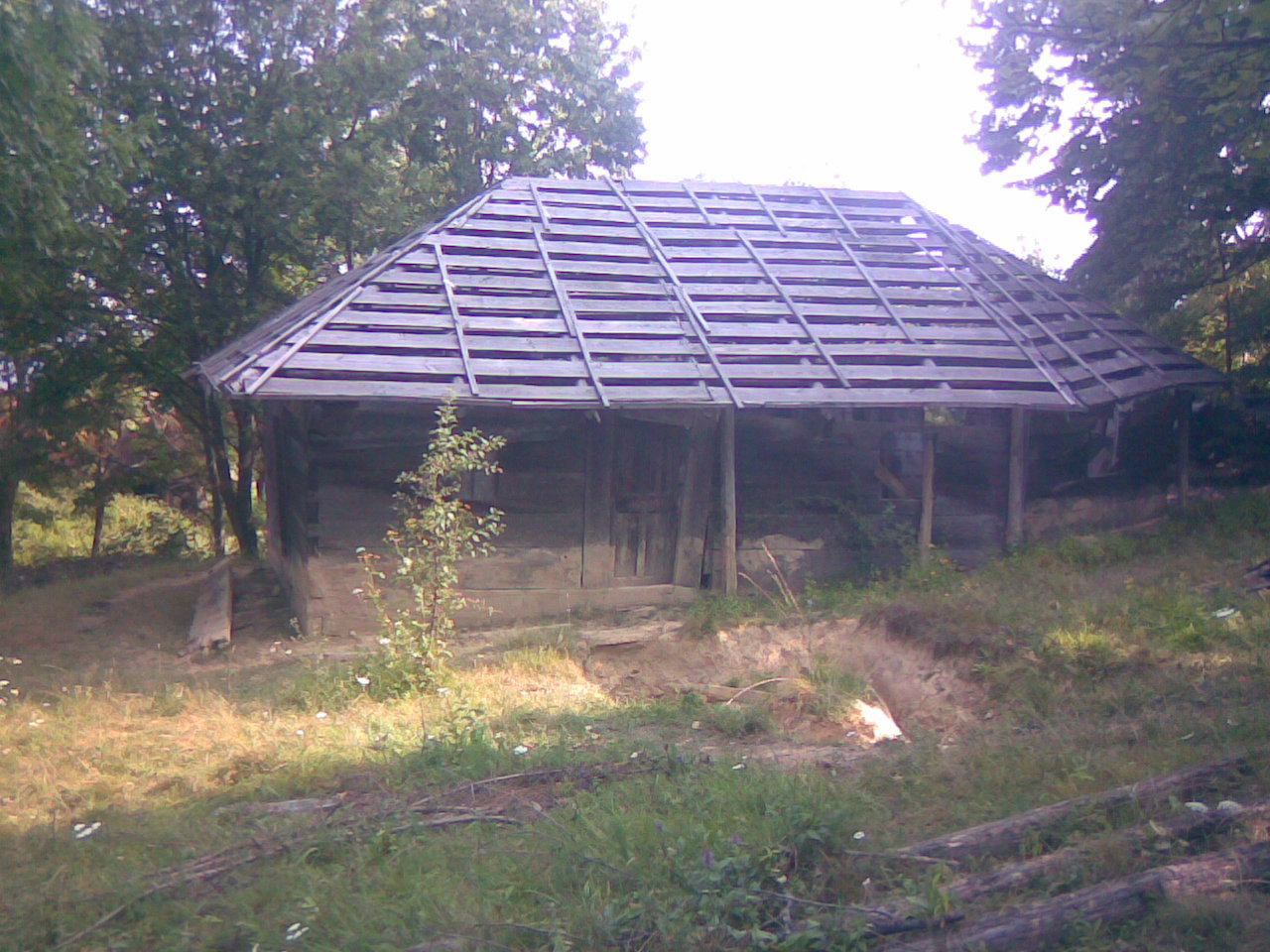

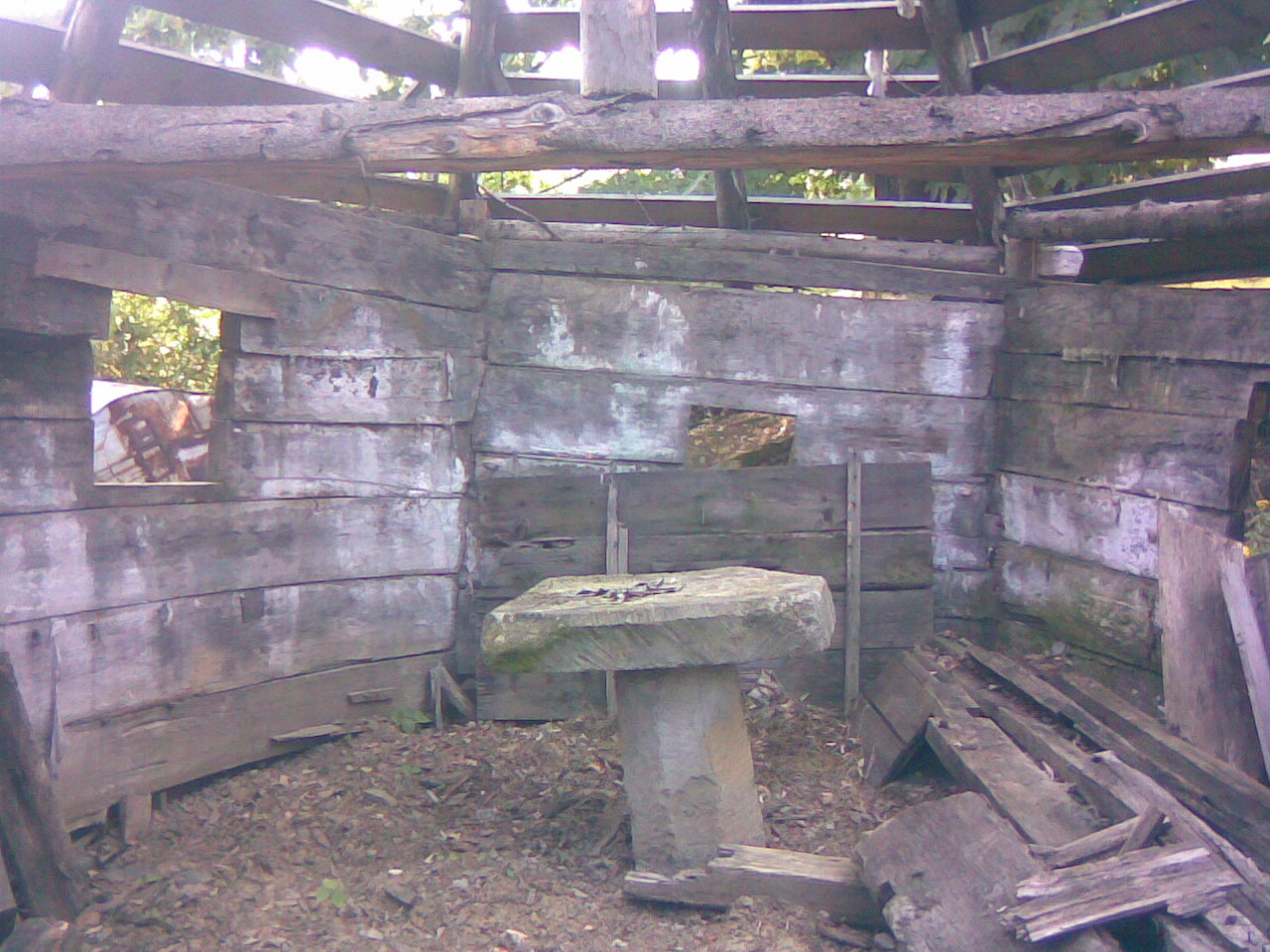

Biserica de lemn din Budești, comuna Pleșcuța, județul Arad, datează din anul 1772. Are hramul „Înălțarea Domnului”. Biserica se află pe noua listă a monumentelor istorice sub codul LMI  AR-II-m-A-00592.

## Istoric și trăsături
Biserica- 
Documente datate 1441-1445 amintesc și de satul Budești, din comuna Pleșcuța, filie în care se află biserica de lemn cu hramul „Înălțarea Domnului”. Potrivit tradiției biserica a fost construită în anul 1772, an ce a fost scris pe ușa de pe latura de sud. A fost reparată în 1897 și 1900. Pereții sunt din bârne groase de gorun asamblate în cununi orizontale prinse la colțuri în cheotori tip „coadă de rândunică”. Temelia este dintr-un șir de bolovani masivi. Învelitoarea din șindrilă de fag, doar la turn fiind înlocuită cu tablă cu ocazia unei reparații recente. Biserica a fost ridicată pe un teren argilos, supus alunecărilor de teren. Monumentul nu poate fi salvat fără o solidă consolidare a terenului și a fundației de piatră pe care stă construcția de lemn. 
Planul-
Nota particulară a bisericii din Budești o dă linia curbă a pereților de nord și de sud ai absidei decroșate. Meșterii constructori de la Budești au vrut probabil să imite liniile curbe ale bisericilor de zid.
Construcția-
Bârnele groase ale pereților sunt de fapt „lodbe”, adică blăni cioplite în lemn de gorun prinse în cheotori „în cârlig”. În partea de sus a pereților, pe fiecare latură, câte două lodbe sunt prelungite în console. Pentru o mai mare stabilitate a pereților, pe verticală, blănile sunt străpunse cu cuie groase de lemn. În anul 1900 biserica a fost amplu renovată. Atunci a fost modificată și linia turnului, căruia i s-a adăugat, cu totul inadecvat, bulbul prelung pe care îl are la ora actuală.
S-au mai păstrat ușile împărătești traforate cu vrejuri de inspirație barocă și două icoane pe lemn, piese artistice de mare valoare: Maica Domnului cu Pruncul și Iisus Propovăduitorul.
Situația actuală-Satul Budești, izolat și greu accesibil, datorită drumului aproape impracticabil, este supus dezafectării, populația fiind într-o continuă scădere. Biserica, aflată în stare de ruină, necesită reparații urgente, altfel este amenințată cu dispariția. Lucrări de „reparații” au început prin demontarea turnului și înlăturarea învelitorii de draniță foarte deteriorată. Ele au rămas „în coadă de pește”. Este a două iarnă prin care biserica trece fără acoperiș. Supusă intemperiilor, valoroasa pictură interioară a fost distrusă aproape în totalitate. Biserica din Budești plânge în tăcere și nimeni din cei îndrituiți nu pare să o audă, imaginile vorbesc de la sine.

## Imagini

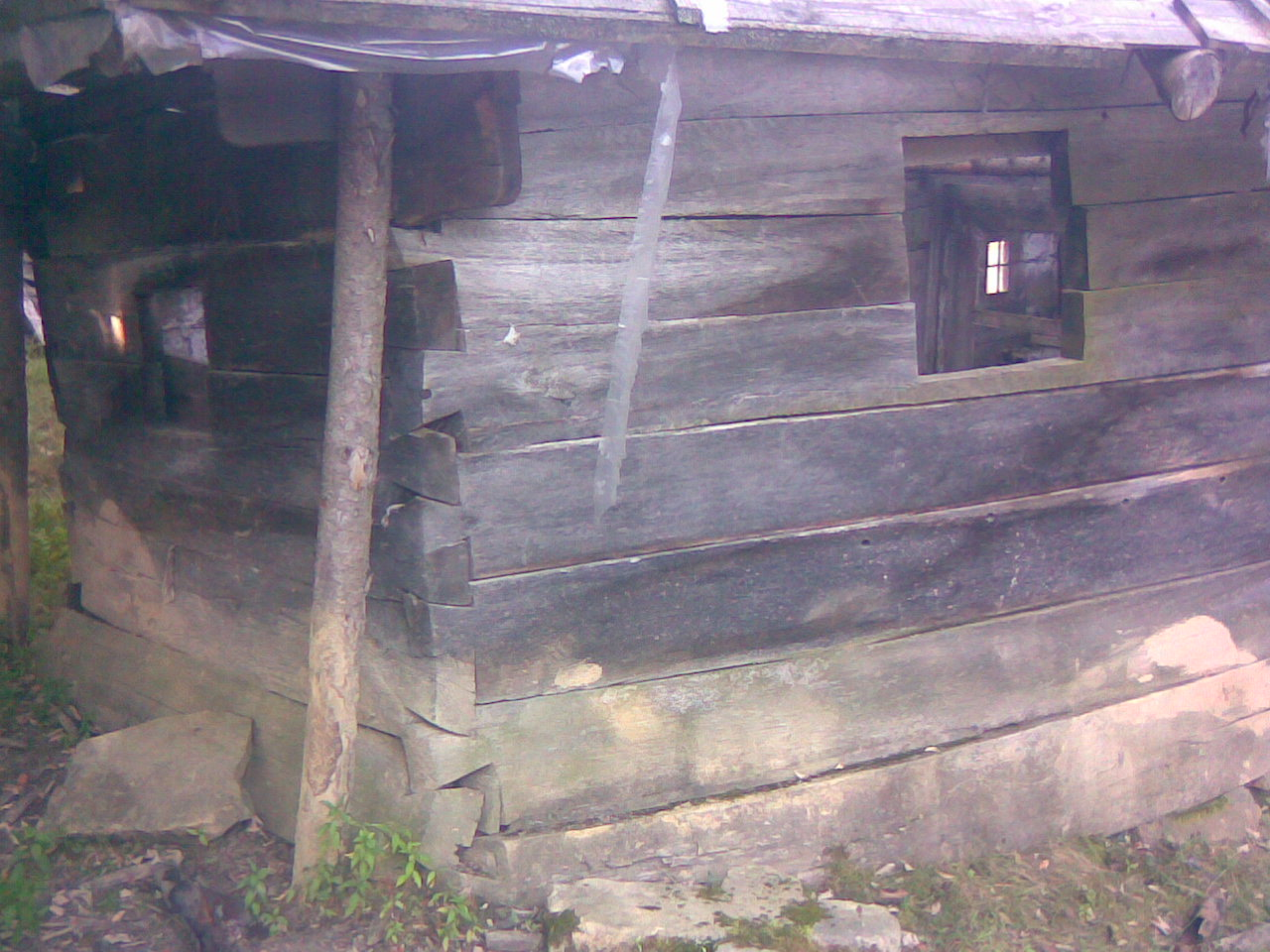
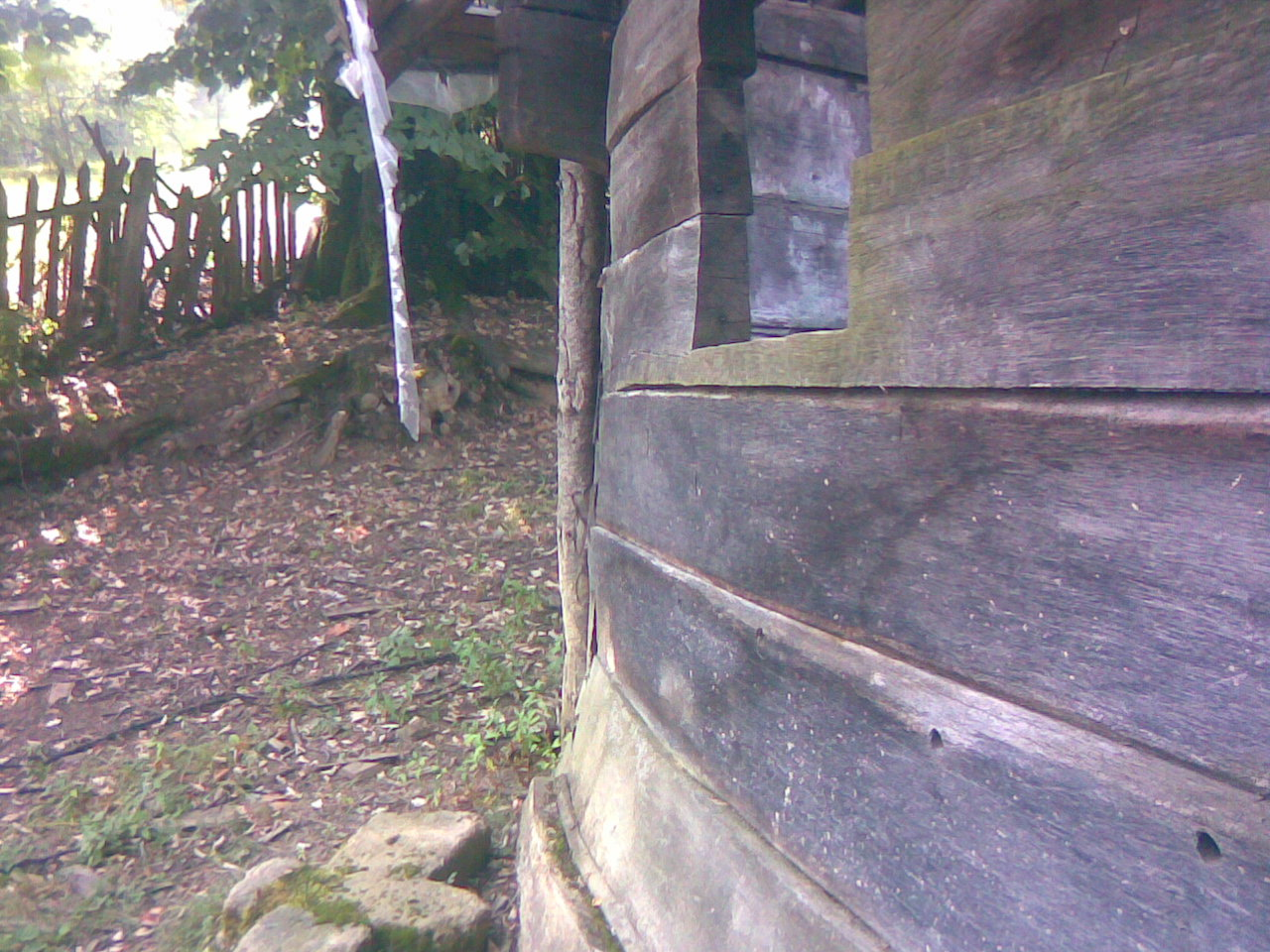
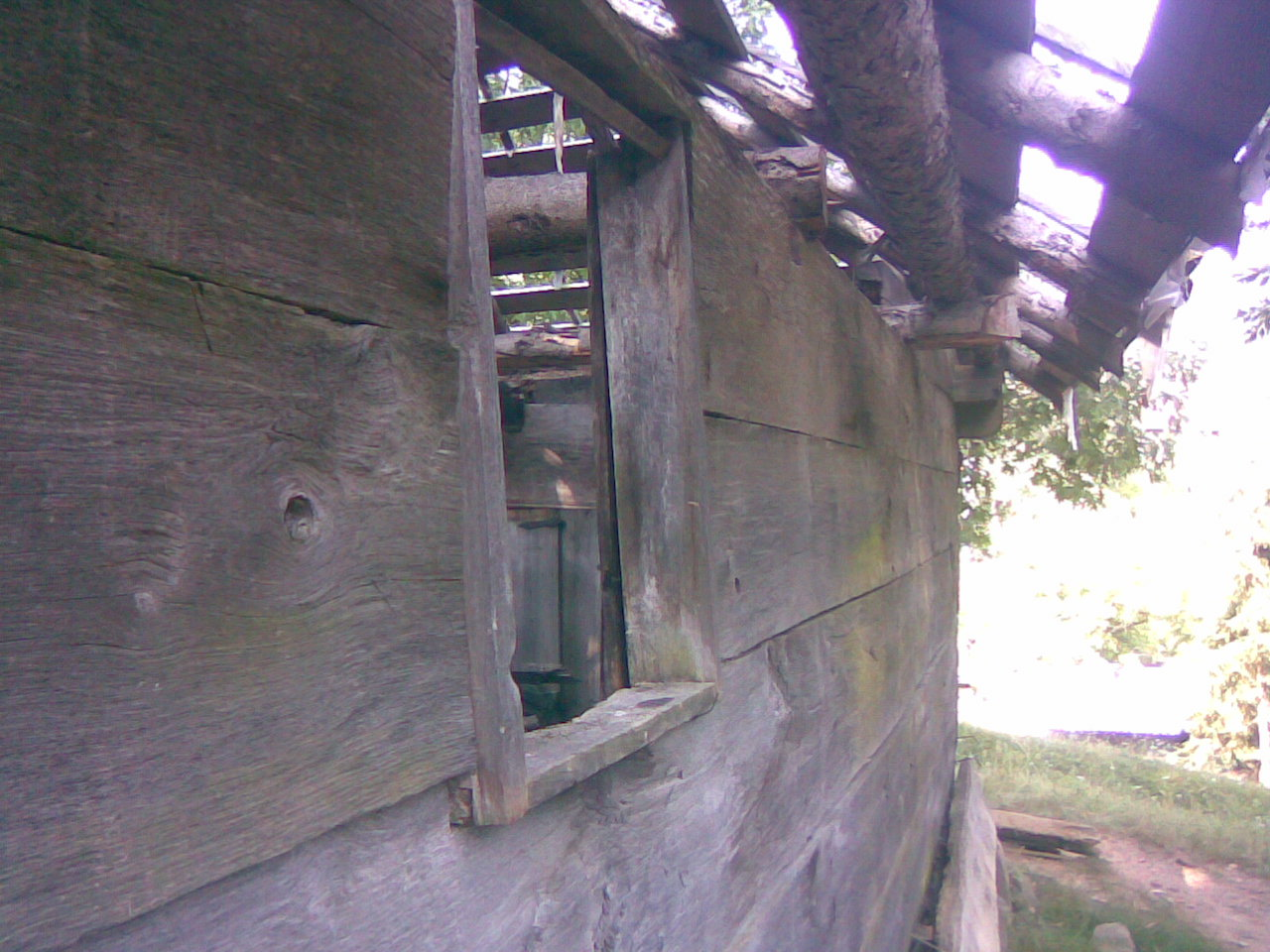
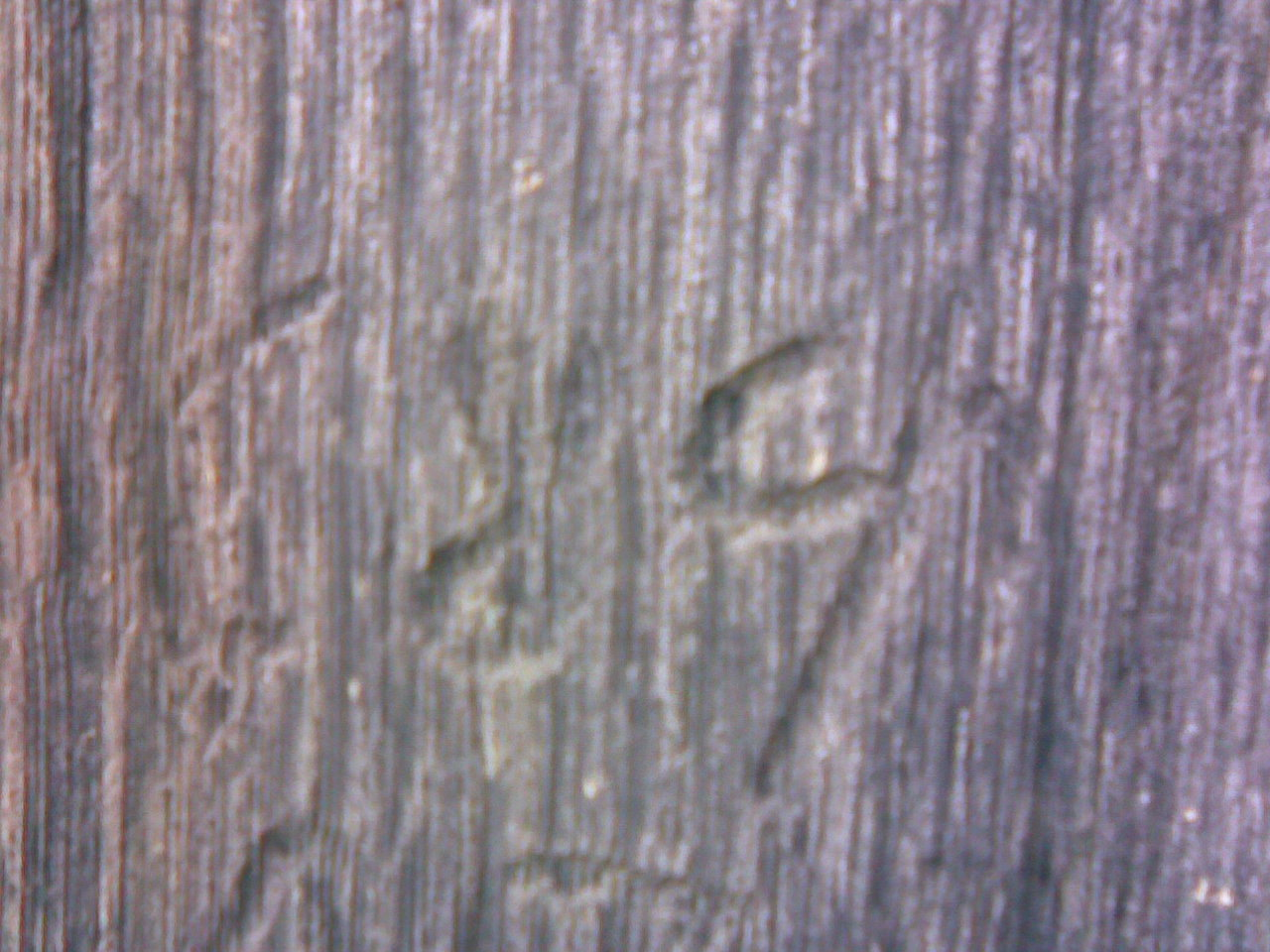
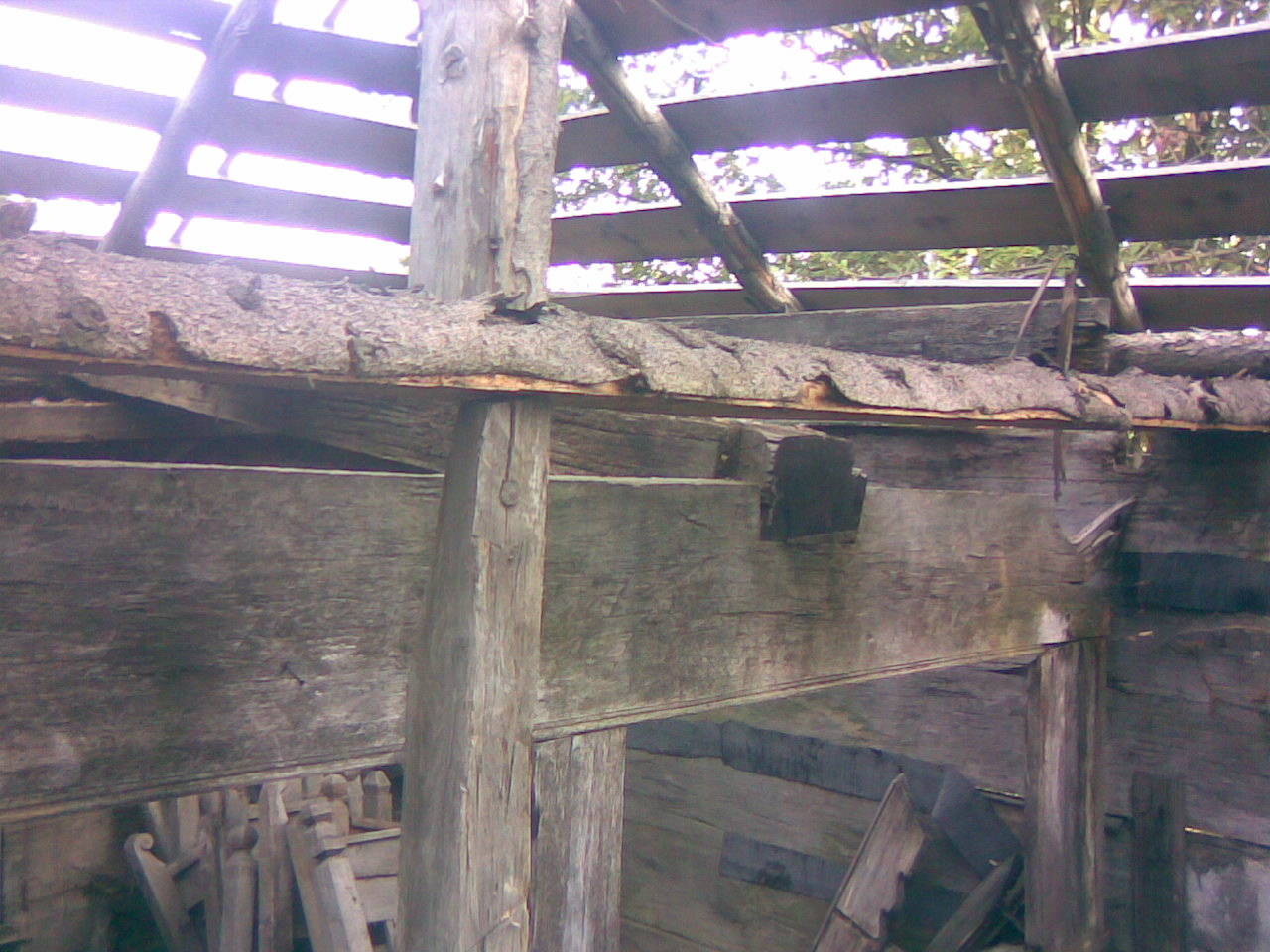
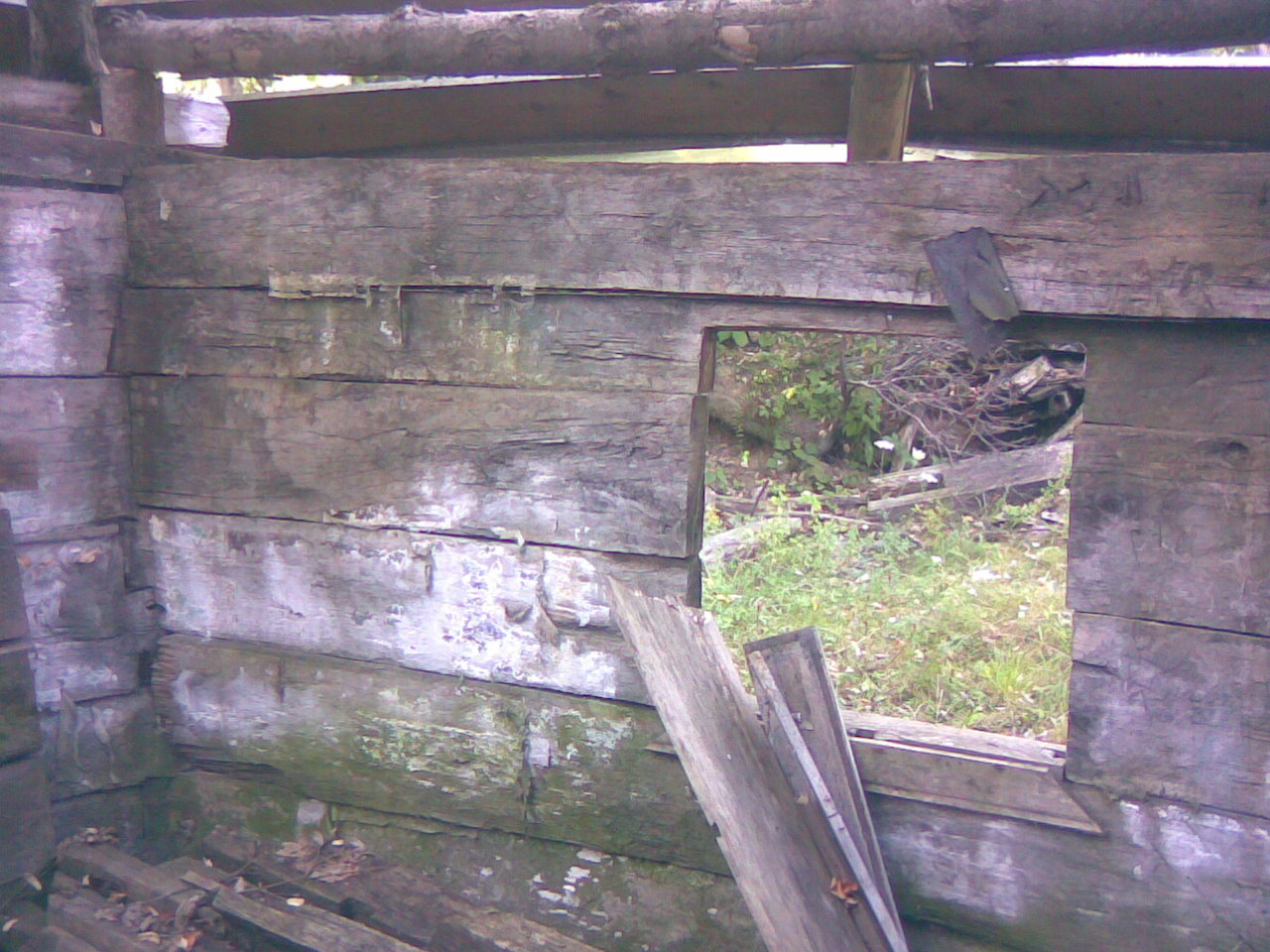
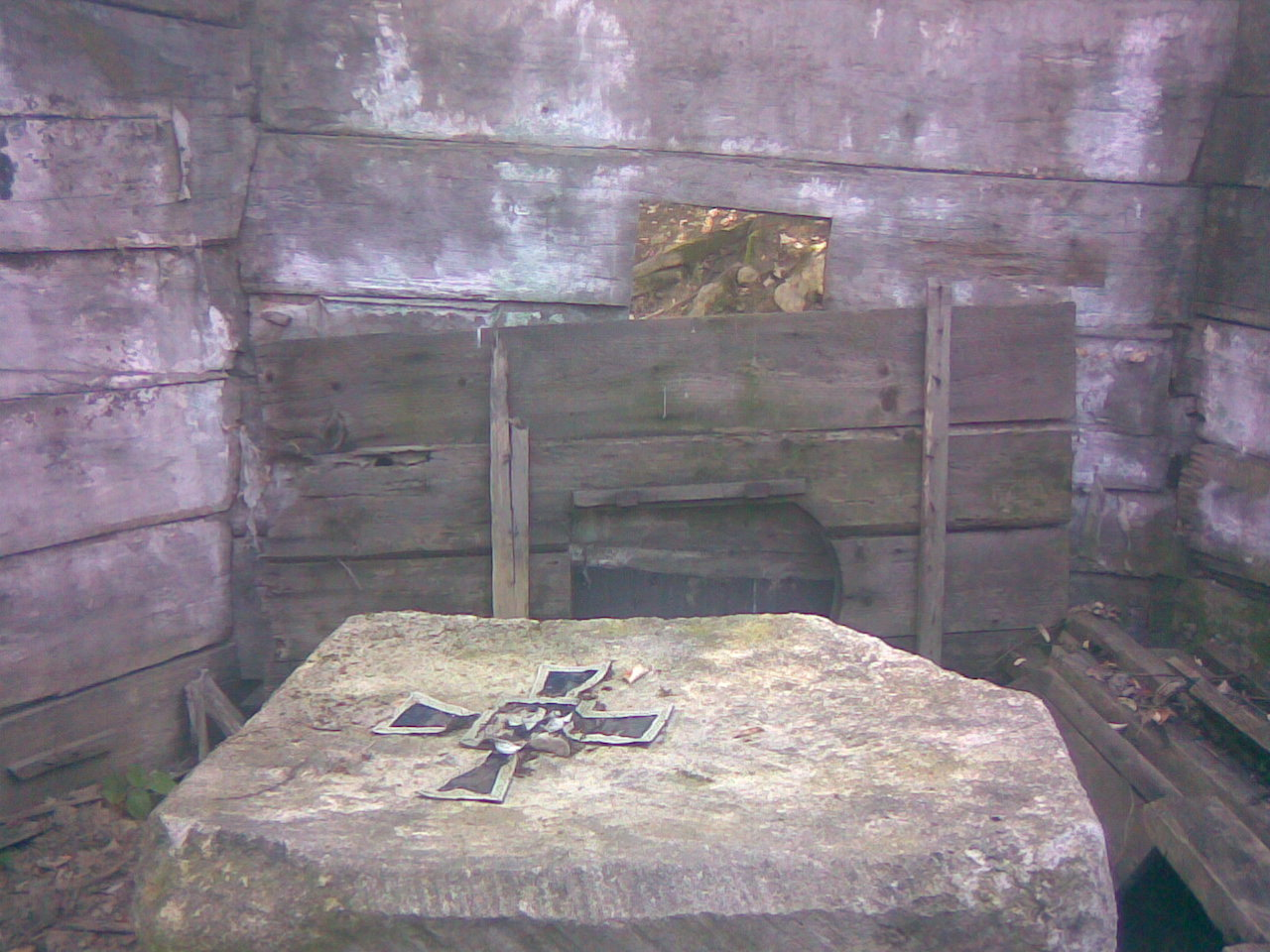
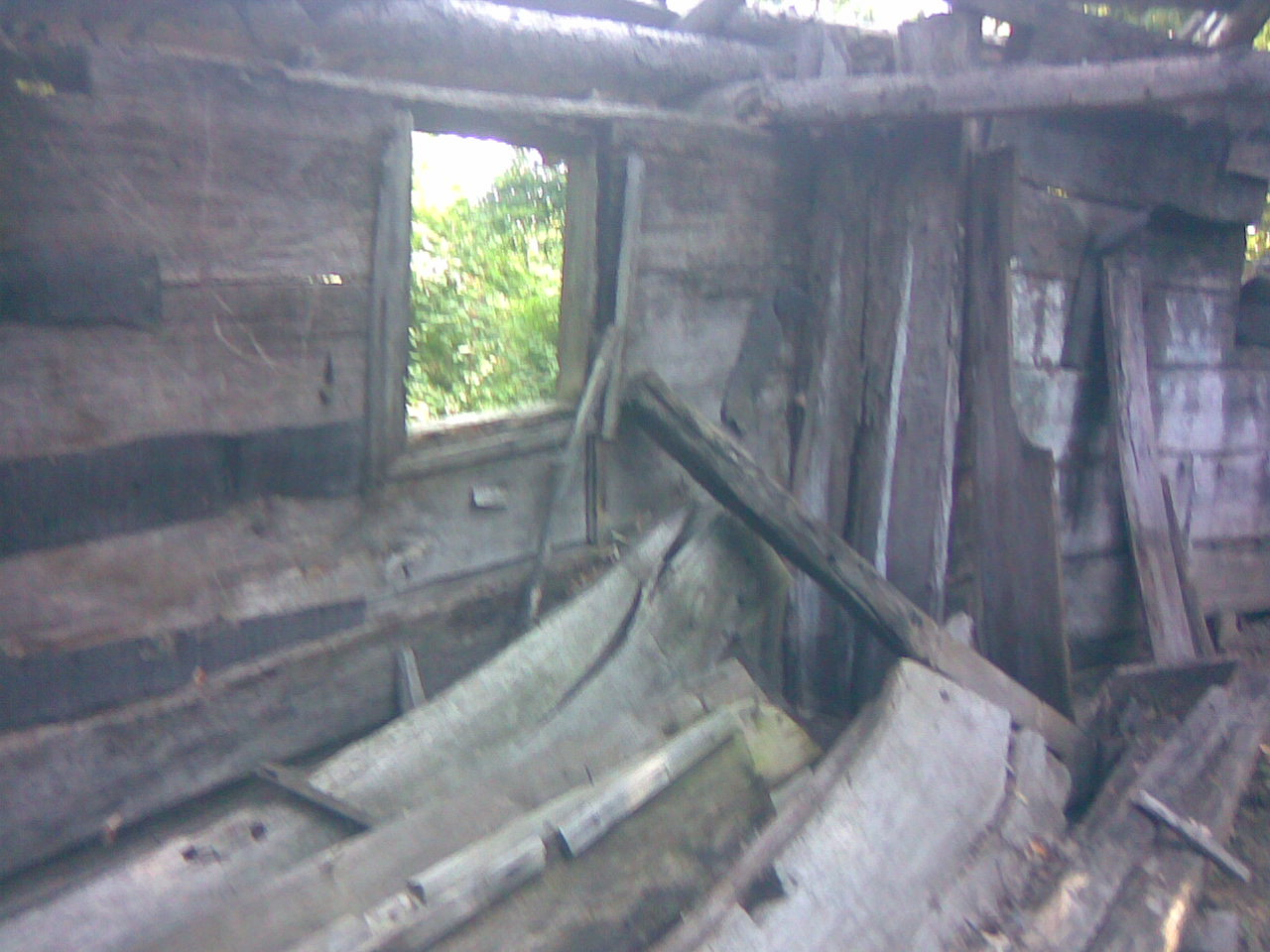
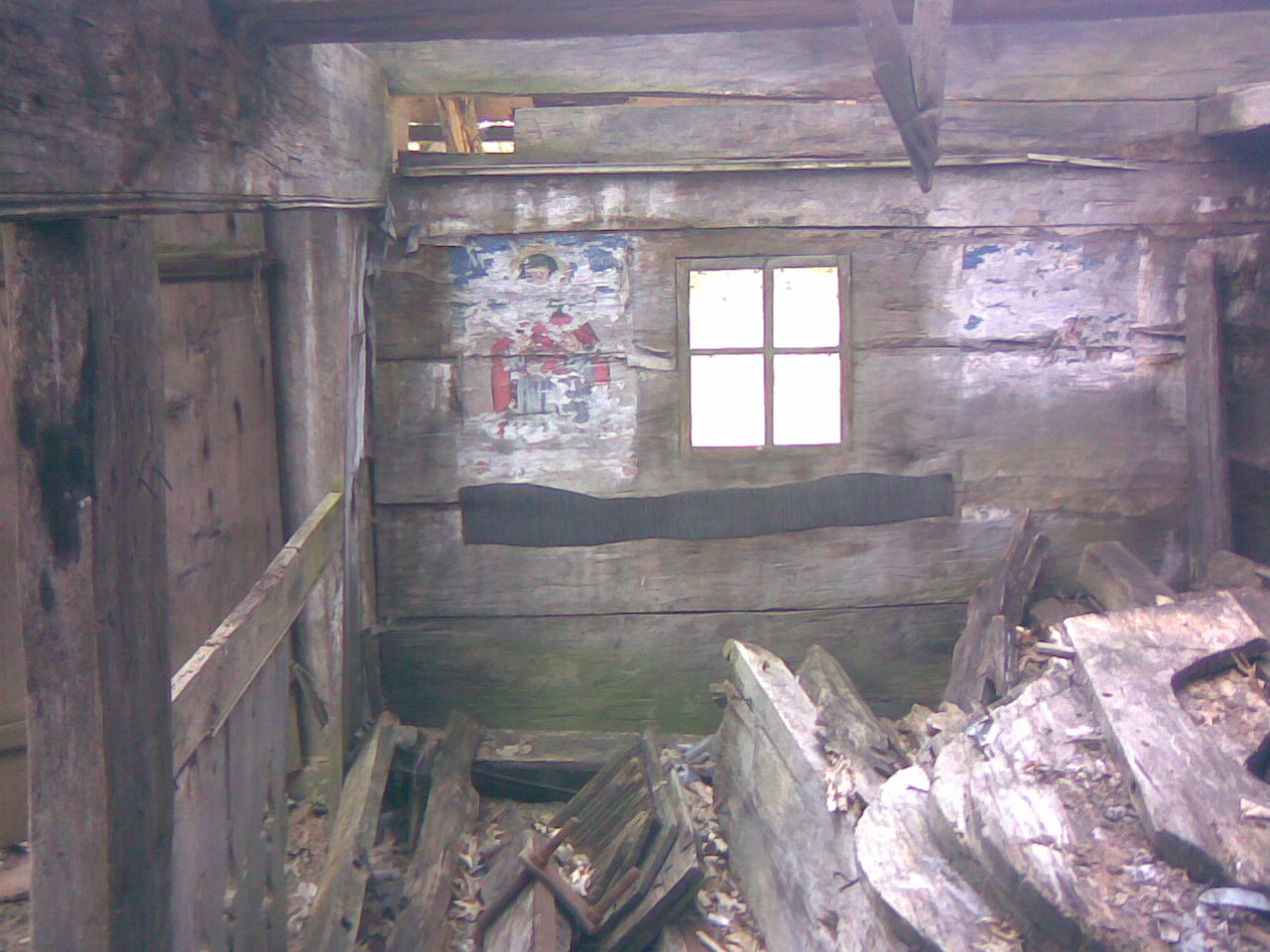
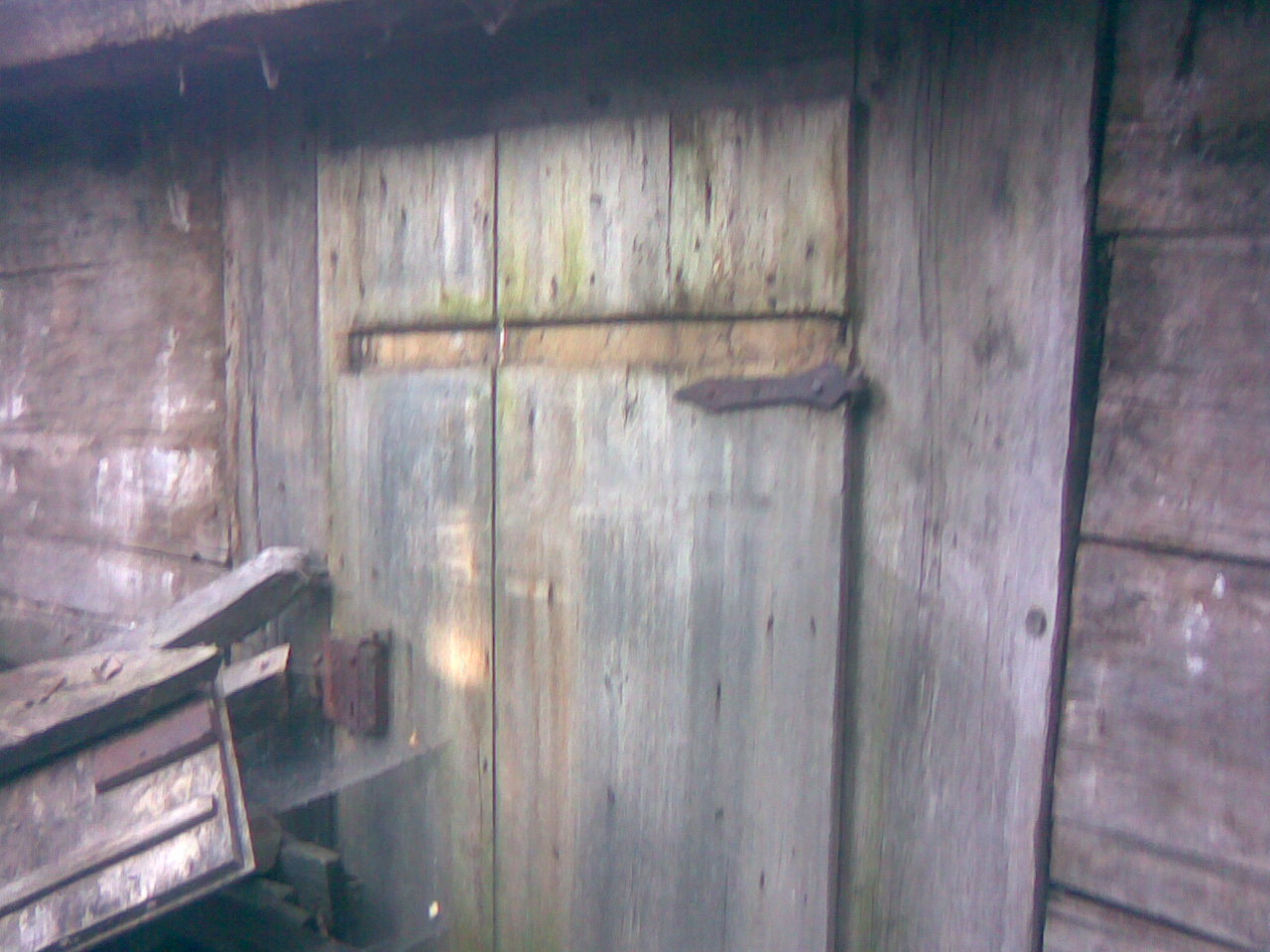
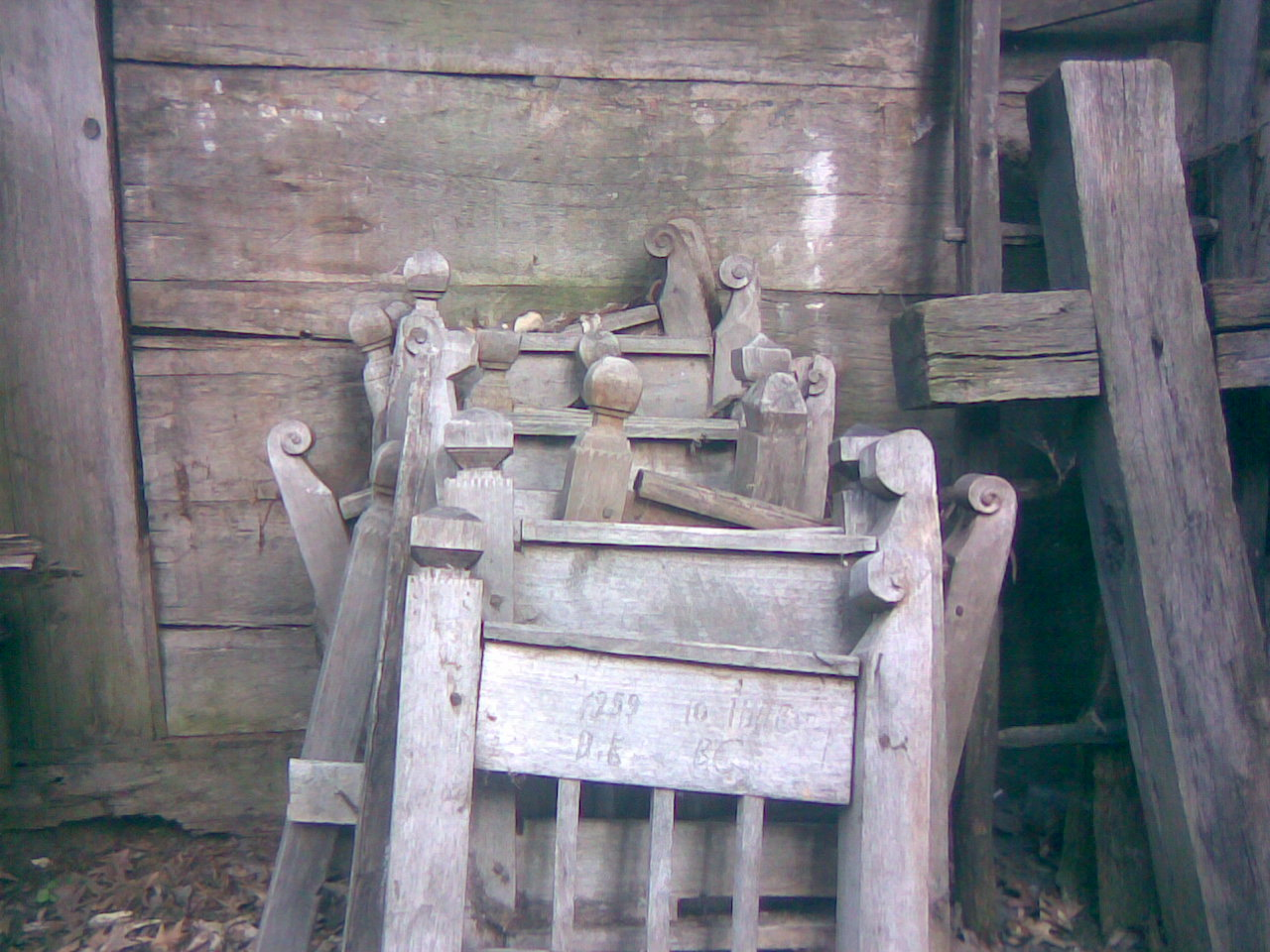
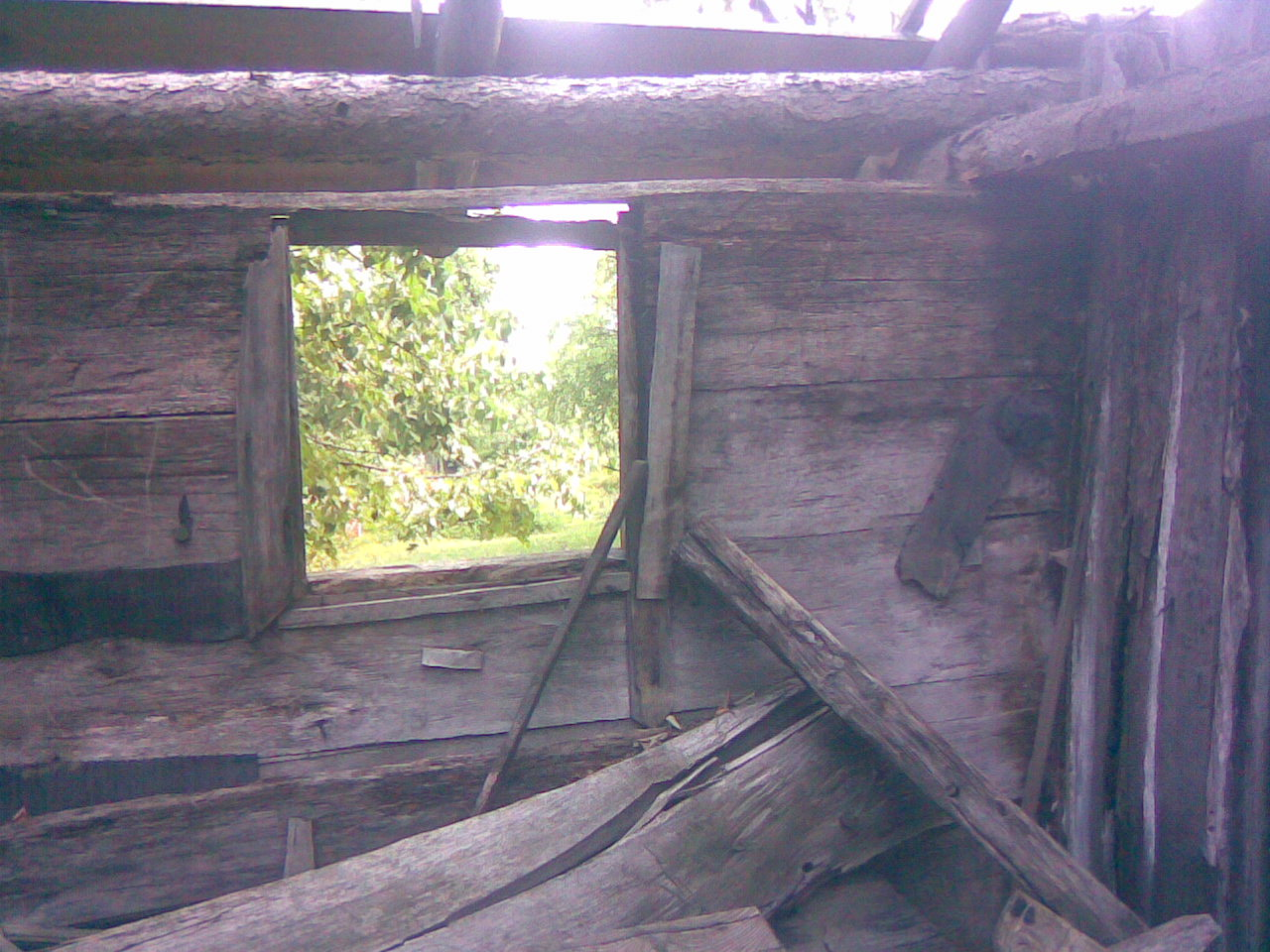
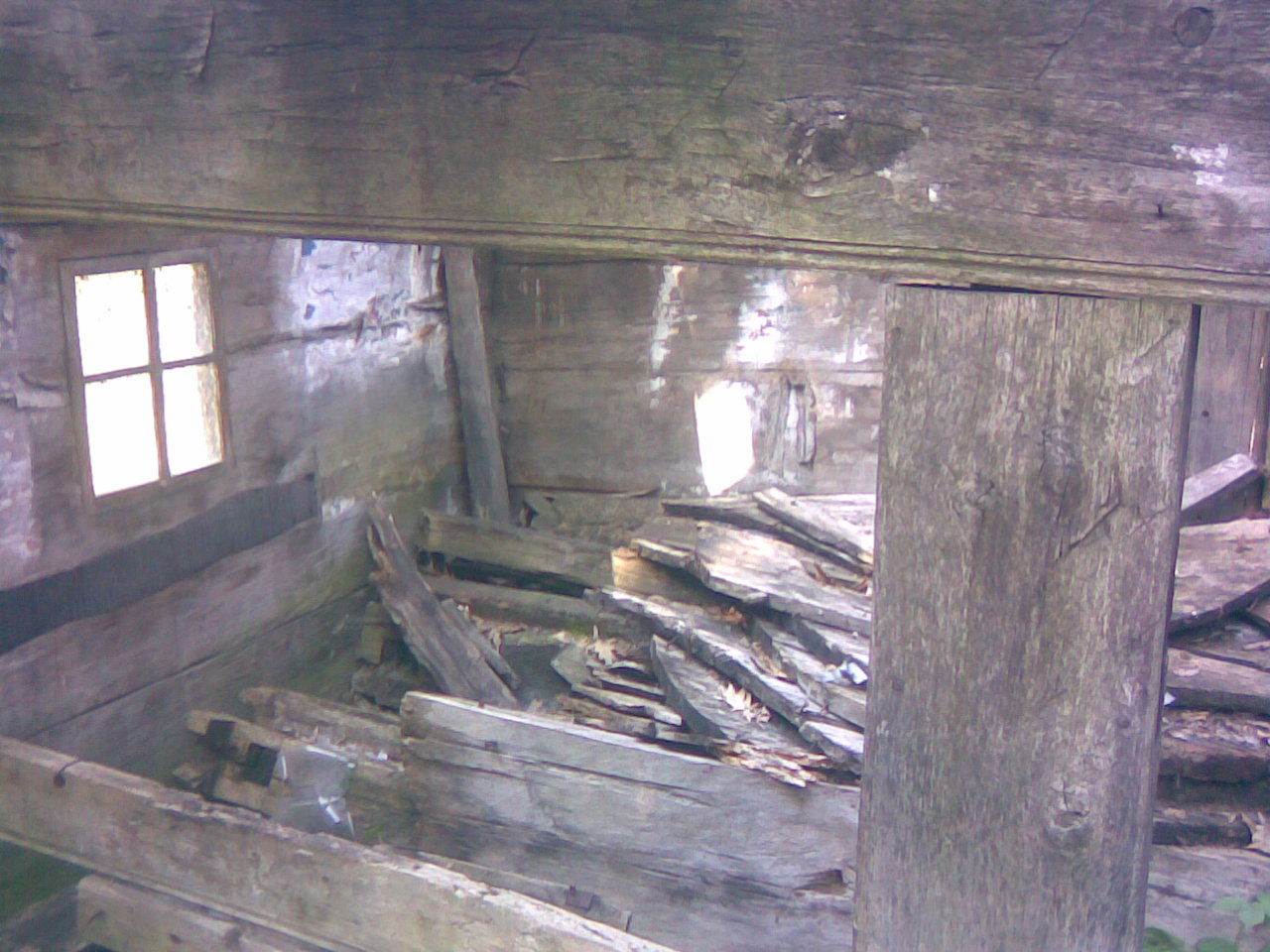
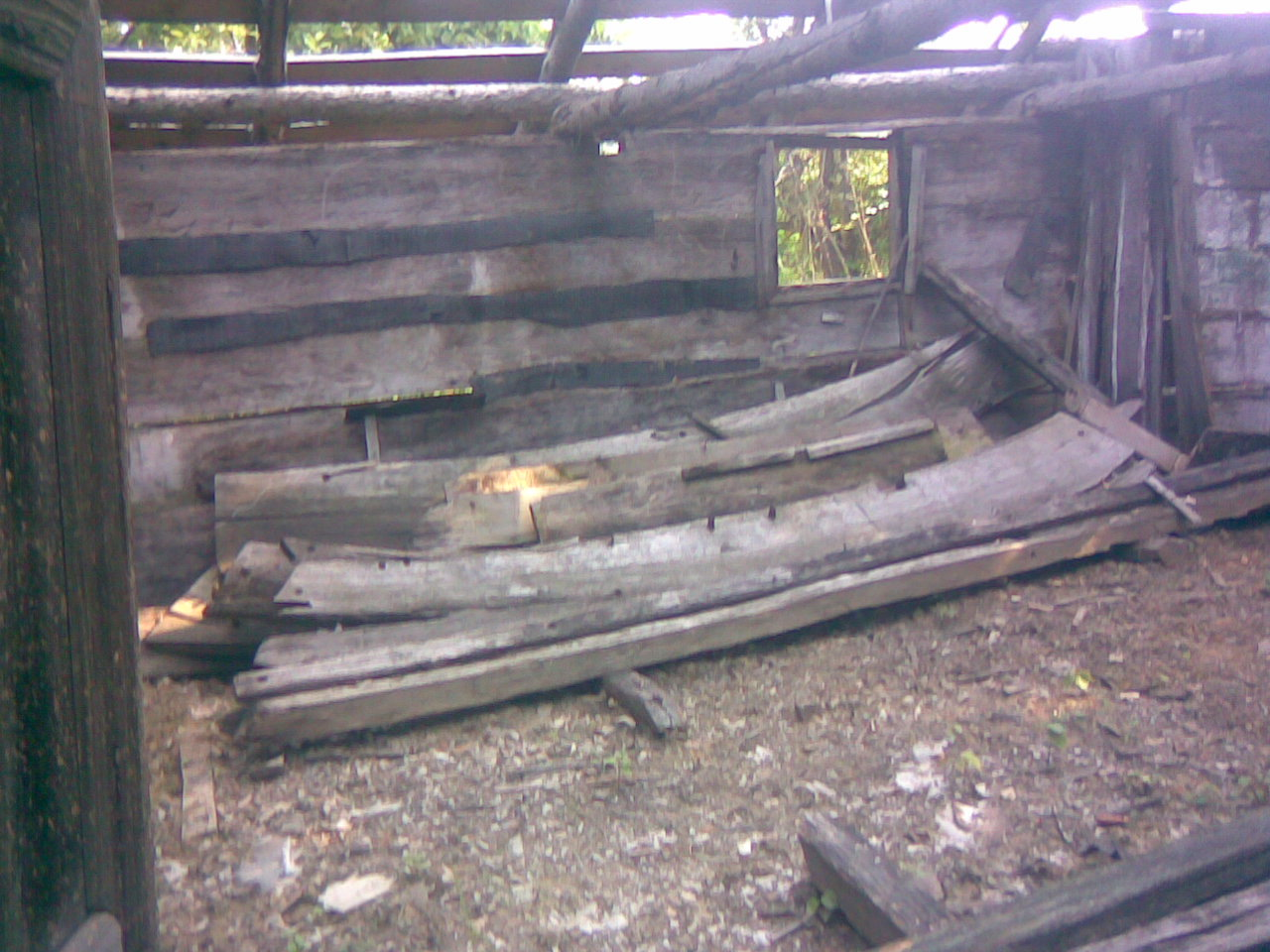
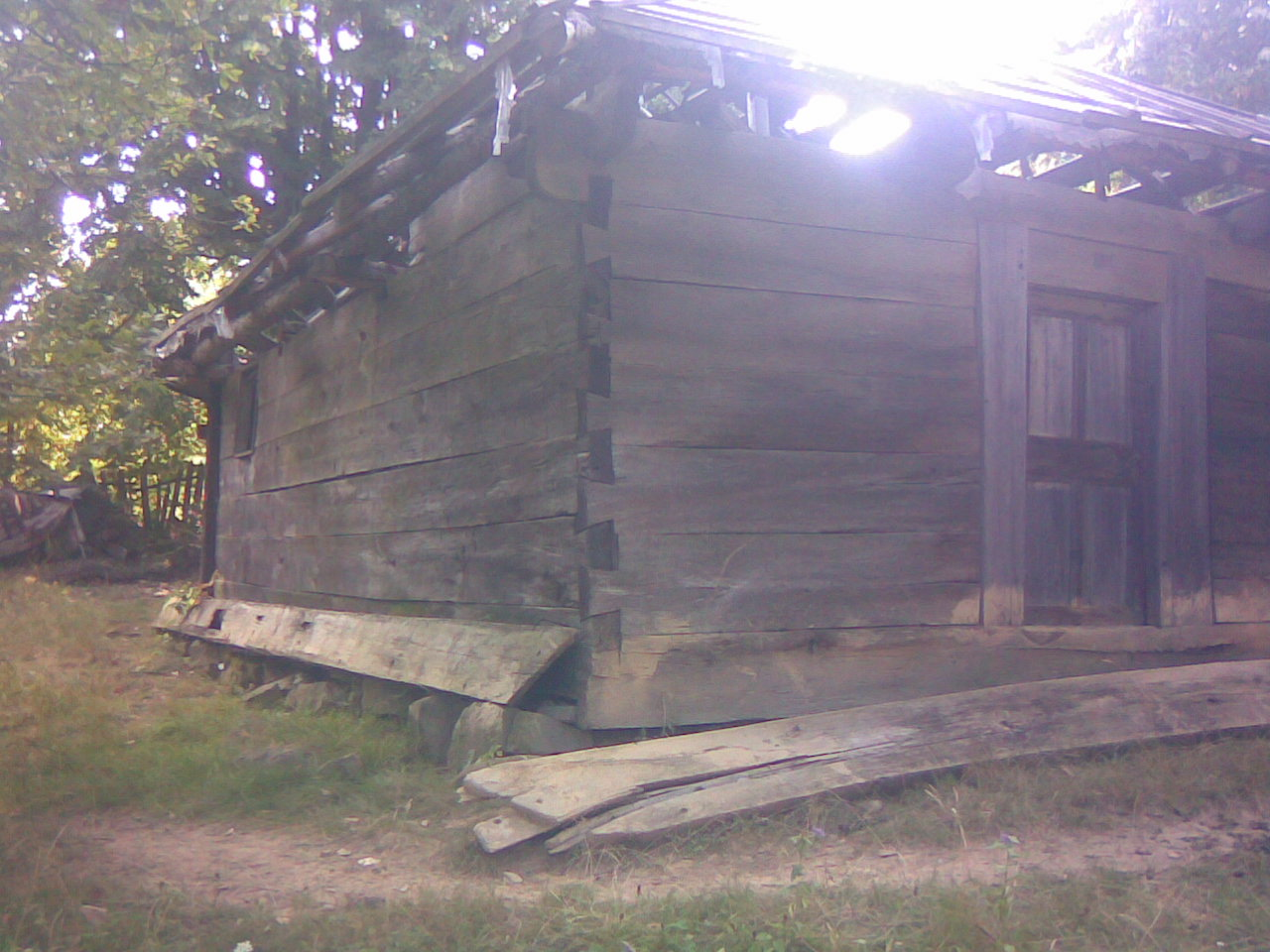
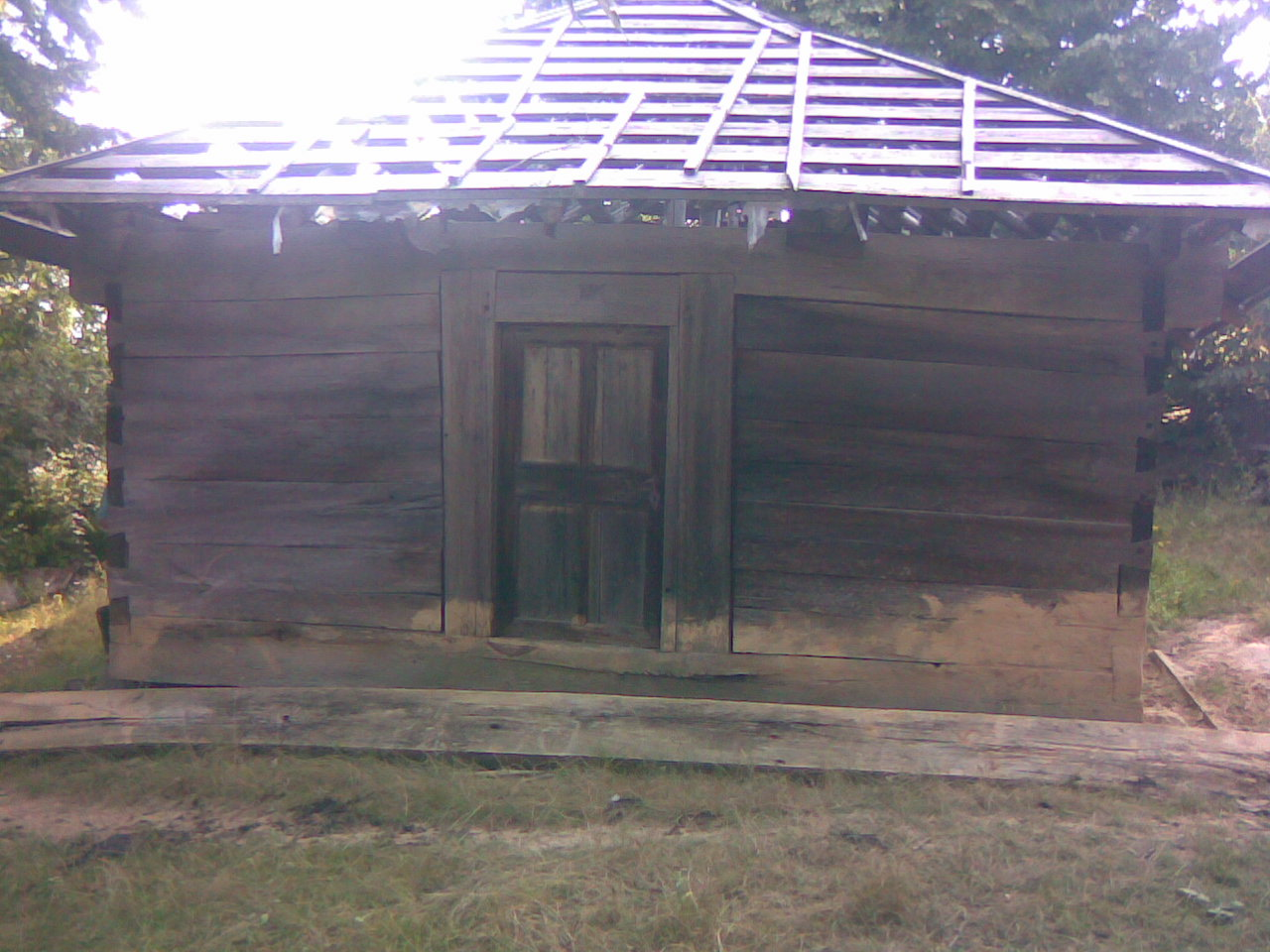
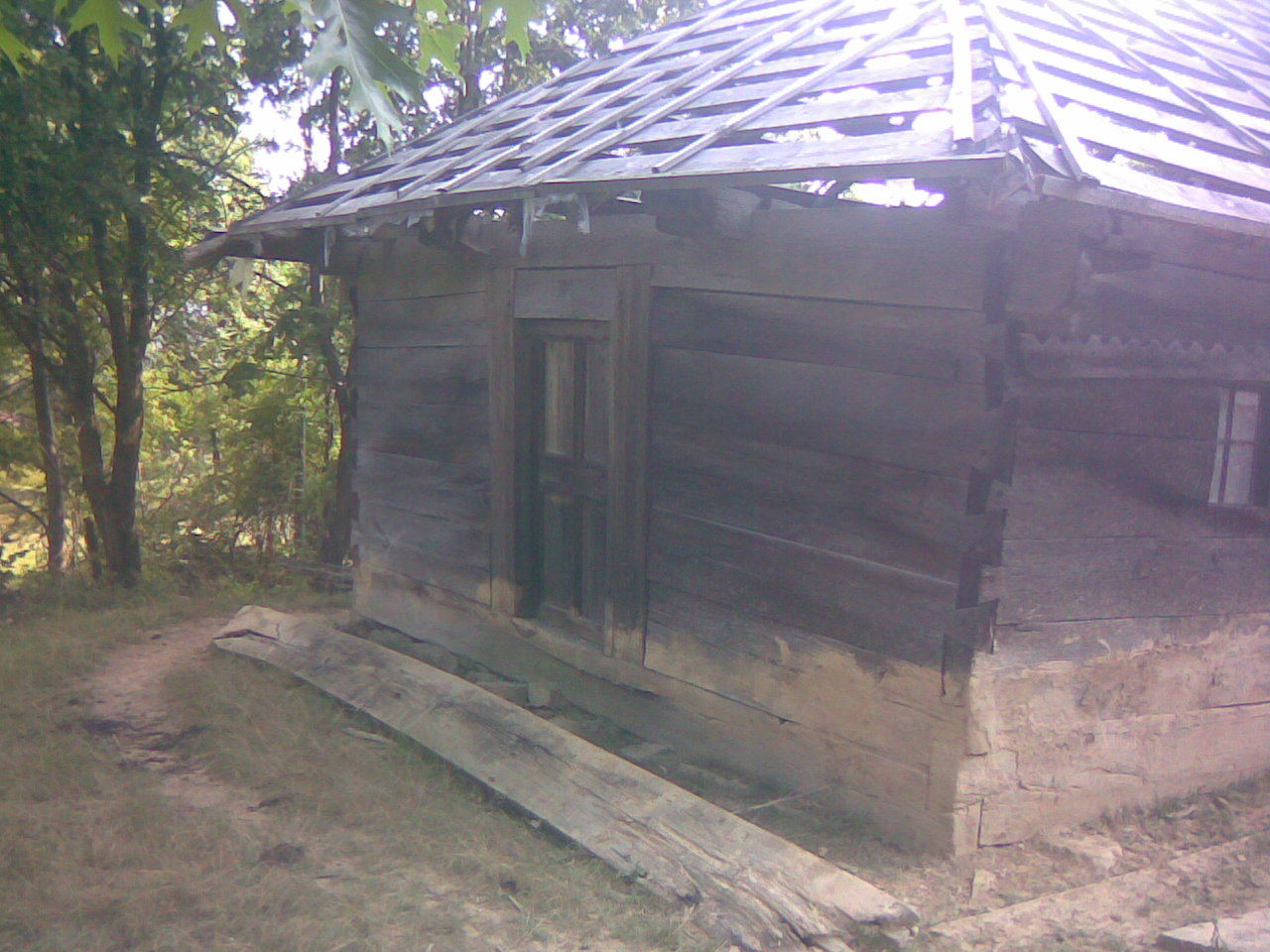
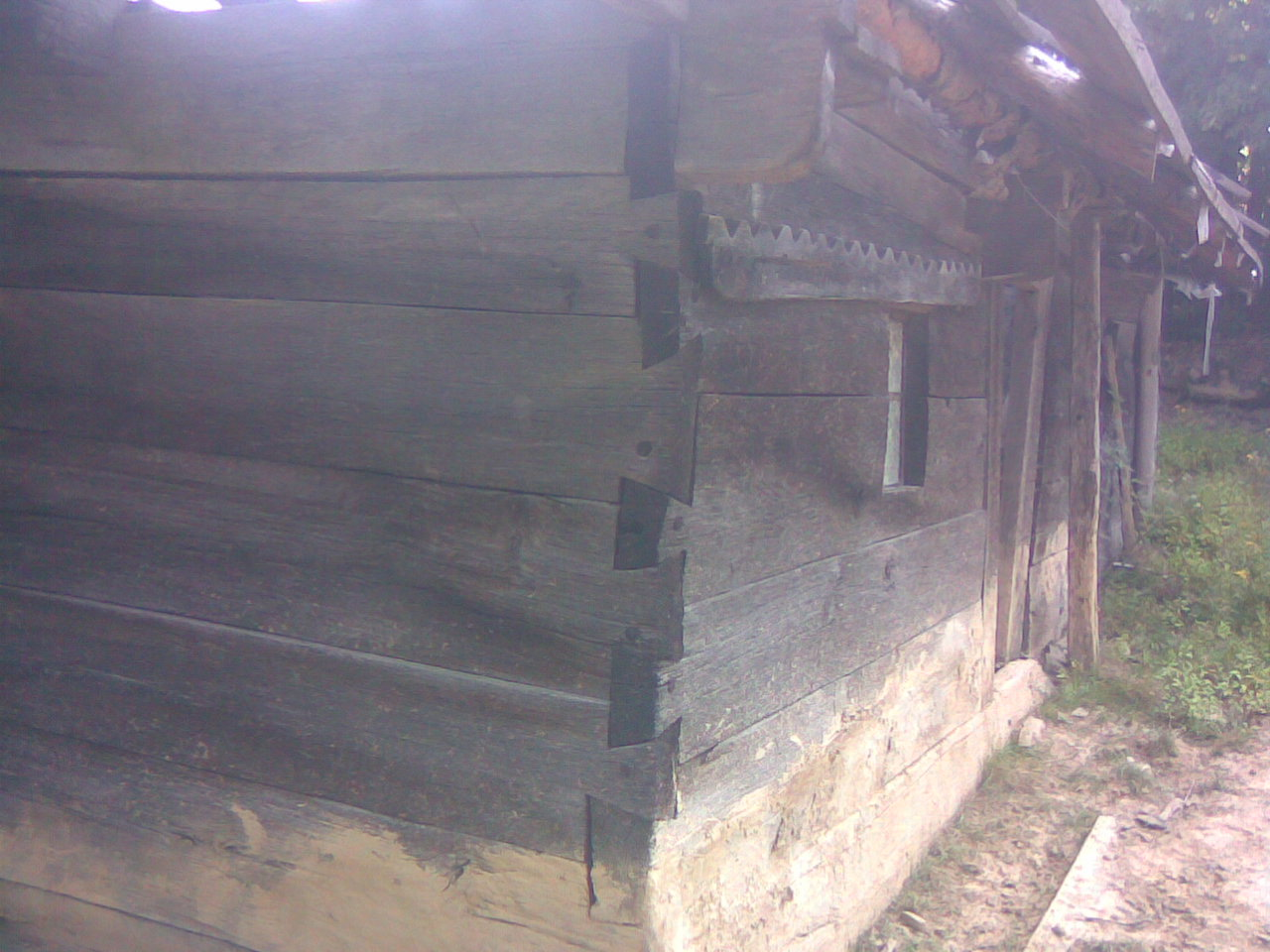
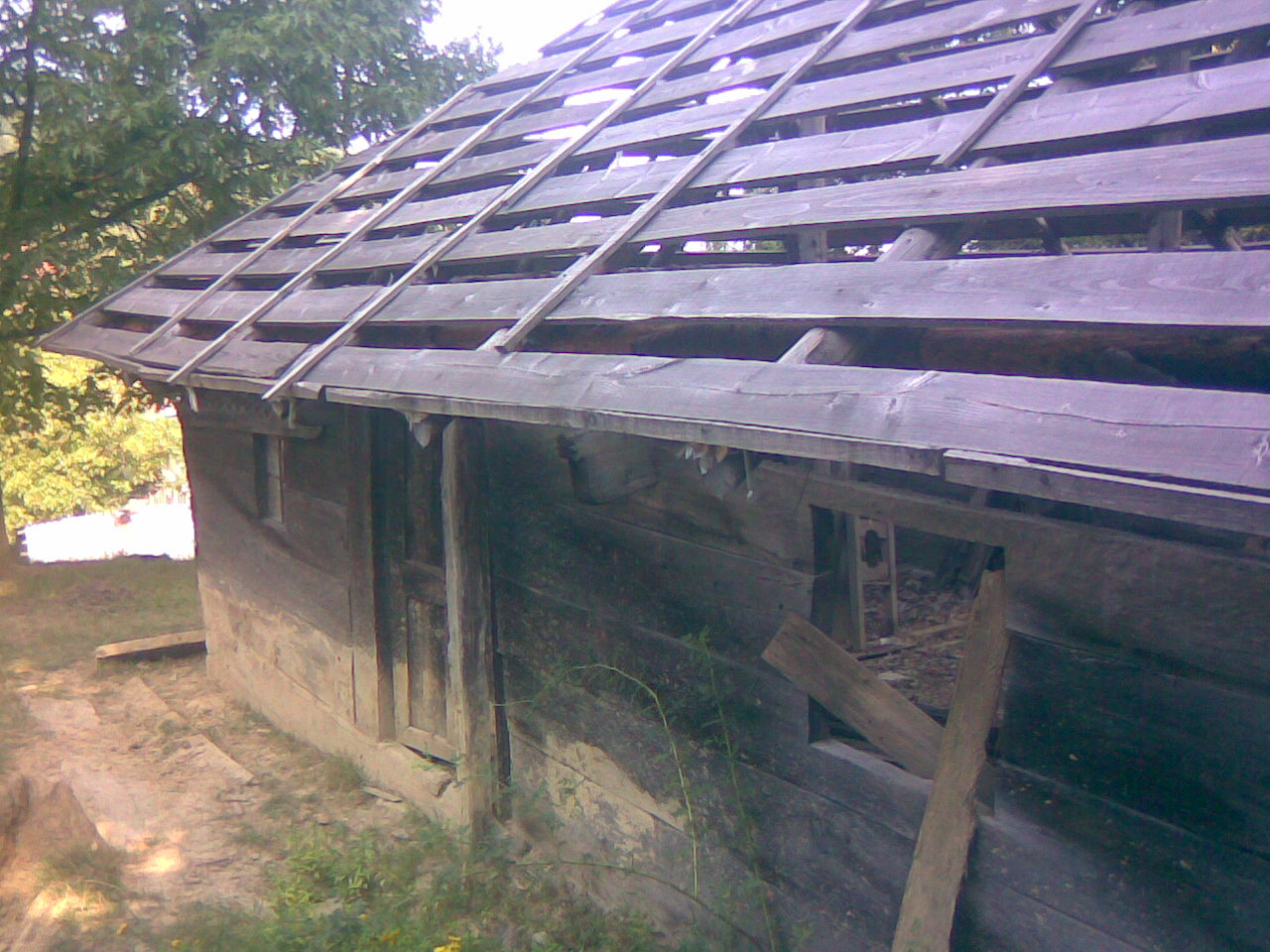
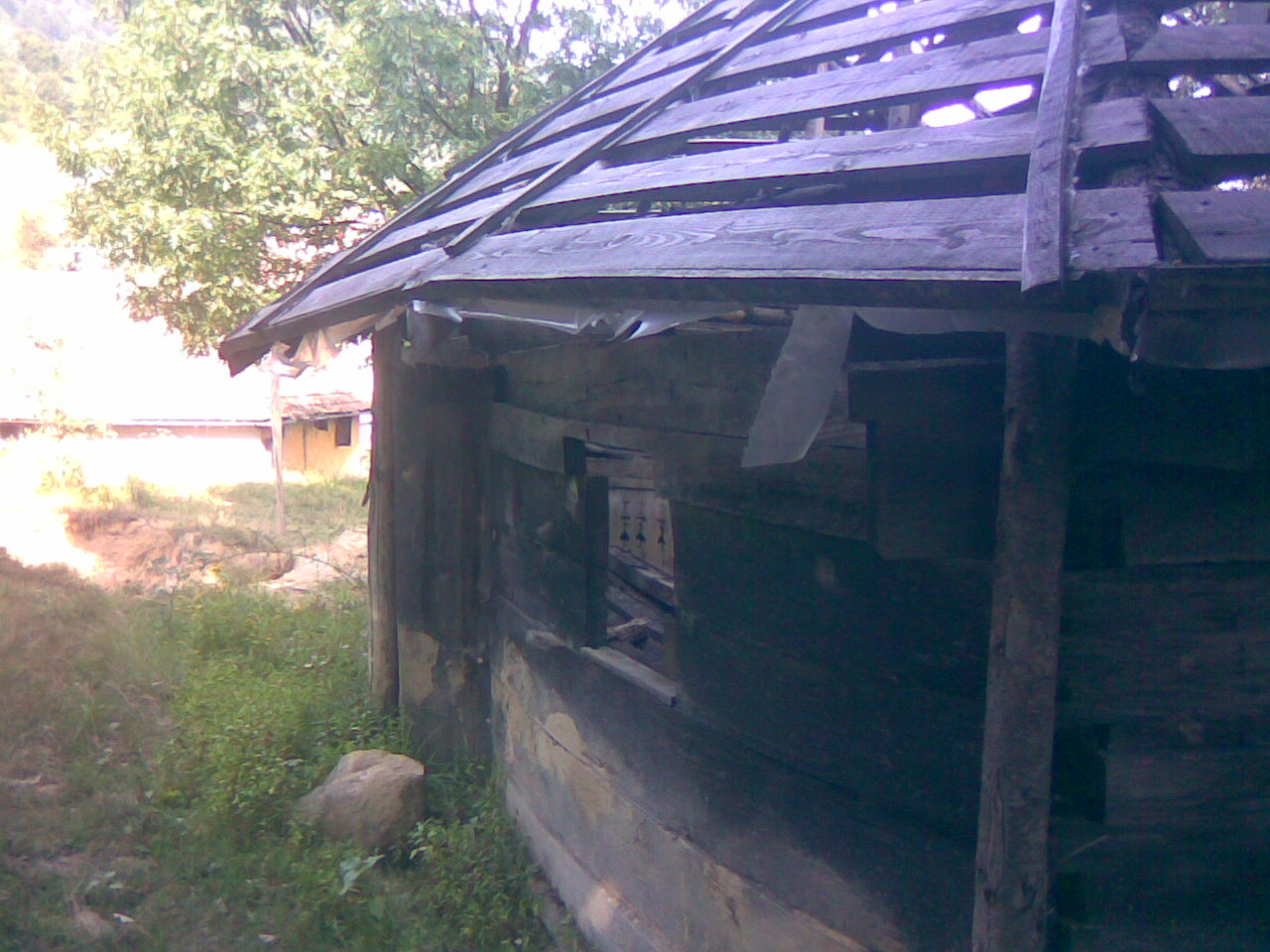

## Imagini de arhivă

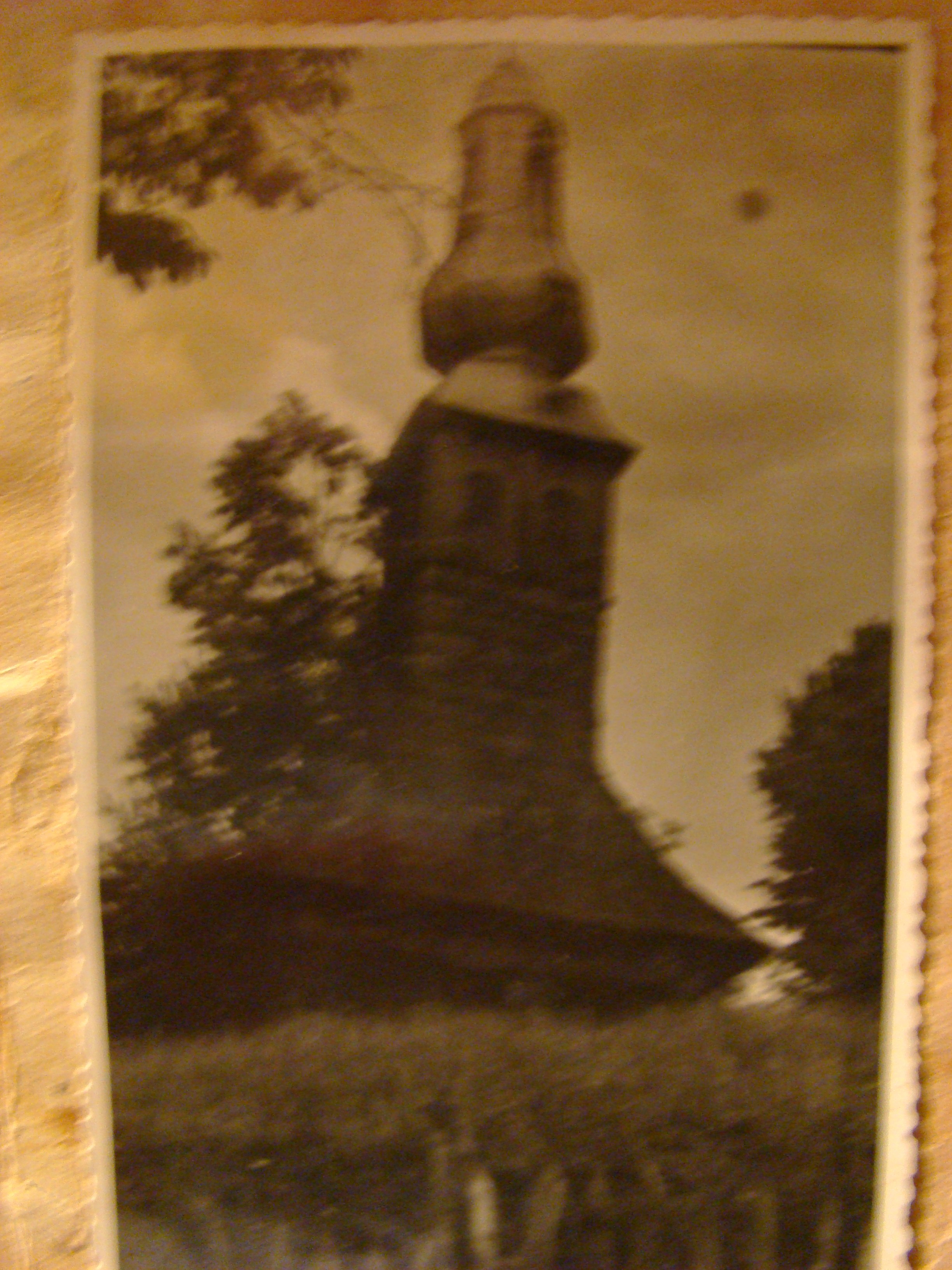
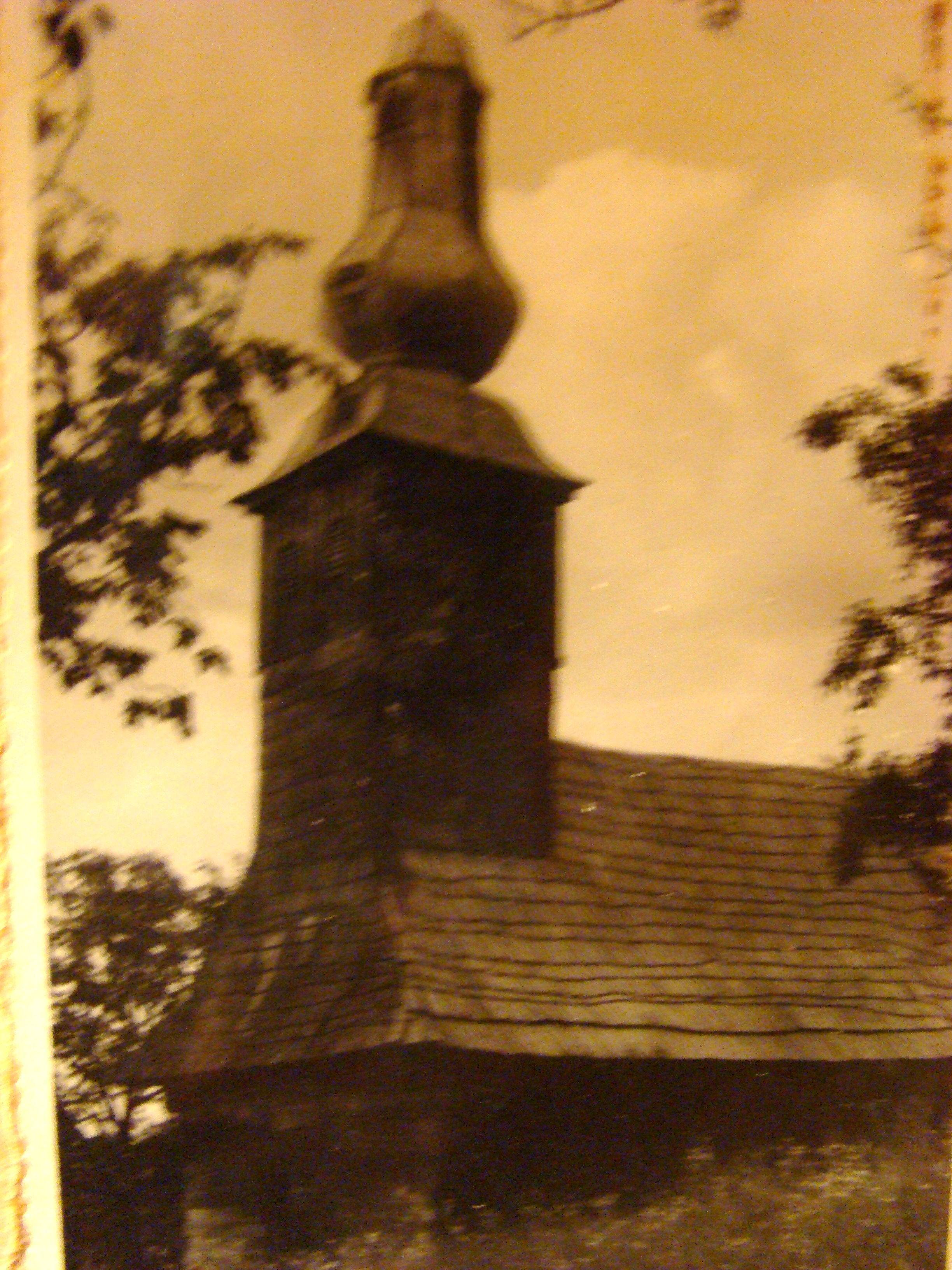